# Колледж Святого Михаила (Торонтский университет)
Колледж Святого Михаила (англ. University of St. Michael's College) — один из колледжей Торонтского университета. Основан 15 сентября 1852 года французскими базилианцами из г. Анноне. В 1853 году колледж слился с St. Mary’s Lesser Seminary. В 1910 году стал одним из колледжей Торонтского университета. В 2007 году целевой фонд колледжа составил 30,2 млн канадских долларов.

## Известные выпускники и преподаватели
- Жильсон, Этьен
- Маклюэн, Маршалл
- Маритен, Жак
- Мартин, Пол Эдгар Филип
- О’Коннелл, Джозеф